# Emmanuel-Étienne Duvillard
Pour les articles homonymes, voir Duvillard.
Emmanuel-Étienne Duvillard ou du Villard (né le 2 avril 1755 à Genève, en République de Genève, et mort le 11 avril 1832  dans l'ancien 11e arrondissement de Paris) est un économiste suisse issu d'une famille de réfugiés français.

## Biographie
Employé aux finances sous Anne Robert Jacques Turgot, et attaché en 1805 au Ministère de l'intérieur comme chargé de la statistique de la population, Emmanuel-Étienne Duvillard est nommé en 1796 membre correspondant de l'Institut de France, et en 1799 membre du Corps législatif.
Il est député au Corps législatif de l'an VIII à 1802.
Il appartenait à la religion réformée. Originaire du sud-est de la France, sa famille s'était établie à Genève à la suite de la révocation de l'édit de Nantes. Son père Emmanuel Duvillard (né à Amsterdam en 1716) était libraire à Genève, reçu bourgeois en 1729 et le père de celui-ci Emmanuel Duvillard senior (né à Genève en 1693 - mort à Genève en 1776) était bourgeois de Genève dès 1711 et libraire. Jean-Jacques Rousseau cite Duvillard père dans ses Confessions comme ami intime de son père.
Il se fixa à Paris en 1773, fut, du 1er janvier 1775 au 15 mai 1776, employé au contrôle général sous le ministère Turgot, puis, de 1776 à nivôse an VIII, attaché au trésor public. Le 4 nivôse de cette année, il fut désigné par le Sénat conservateur pour représenter au Corps législatif le département du Léman. Il quitta cette Assemblée en 1802, remplit, trois ans plus tard, une fonction au bureau de statistique du ministère de l'Intérieur, puis fut nommé, le 1er septembre 1812, chef de bureau à l'administration générale. Duvillard de Durand était, depuis 1796, correspondant de la classe des Sciences morales et politiques de l'Institut, il a été présenté plusieurs fois comme candidat à un siège dans la classe des sciences physiques et mathématiques.
Sous la Restauration, il se retira à Montmorency, et consacra ses dernières années à l'étude. Il a laissé plusieurs ouvrages de science, d'économie politique et de statistique, entre autres : Analyse et tableaux de l'influence de la petite vérole sur la mortalité à chaque âge et de celle qu'un préservatif tel que la vaccine peut avoir sur la population et la longévité (1806).
En 1796, résidant alors à Passy, Duvillard présenta son ouvrage à l'Institut, et c'est grâce au rapport de Lagrange, Laplace et Legendre, qu'on en connaît le plan d'ensemble. Le manuscrit, tel qu'il fut présenté à l'Institut n'existe probablement plus mais des fragments importants figurent vraisemblablement dans les papiers de Duvillard. Une reconstitution complète de l'original s'avère toutefois extrêmement difficile, sinon impossible.

## Publications

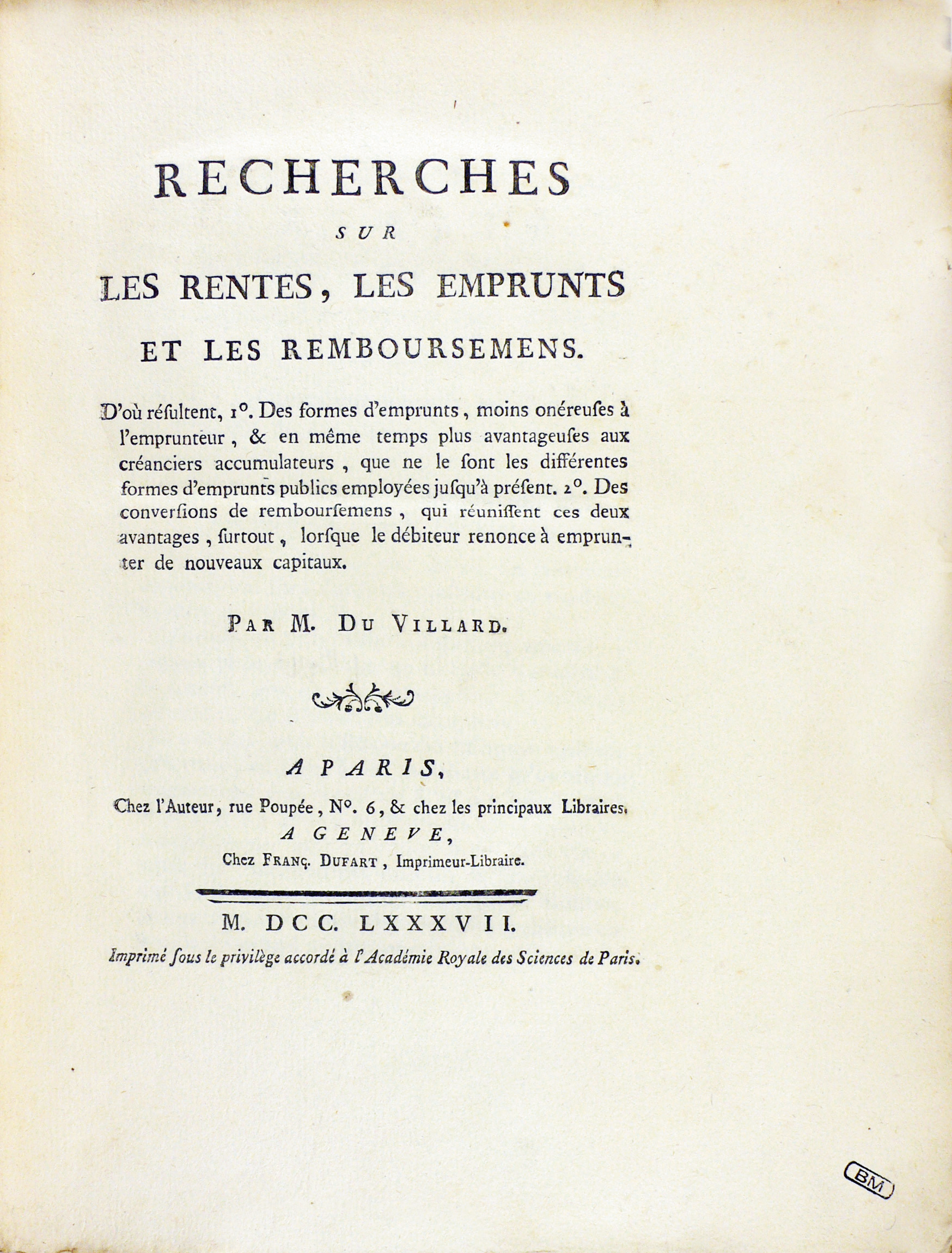
Recherches sur les rentes, 1787.

- Recherches sur les rentes, les emprunts et les remboursements, 1787
- Plan d'une association de prévoyance, 1790
- Influence de la petite vérole sur la mortalité, 1806Cet ouvrage renferme une table de mortalité souvent consultée.

## Sources
Cet article comprend des extraits du Dictionnaire Bouillet. Il est possible de supprimer cette indication, si le texte reflète le savoir actuel sur ce thème, si les sources sont citées, s'il satisfait aux exigences linguistiques actuelles et s'il ne contient pas de propos qui vont à l'encontre des règles de neutralité de Wikipédia.
- « Emmanuel-Étienne Duvillard », dans Adolphe Robert et Gaston Cougny, Dictionnaire des parlementaires français, Edgar Bourloton, 1889-1891 [détail de l’édition]
- Guy Thuillier, « À propos des papiers d’Emmanuel-Étienne Duvillard (1755–1832) », Études & documents, op. cit. vol. II, 1990, p. 425–436 (il s’agit, à la Bibliothèque nationale, des volumes N.a.f. 20576–20591, soit près de 4 300 feuillets). Id., « Duvillard et la création d’une chaire de mathématiques sociales au Collège de France (1813–1814) », ibid., Guy Thuillier, p. 461–469.
- La table de mortalité de Duvillard par Werner G. Jonckheere, revue Persée.